# Xã Fowler, Quận Meade, Kansas
Xã Fowler (tiếng Anh: Fowler Township) là một xã thuộc quận Meade, tiểu bang Kansas, Hoa Kỳ. Năm 2010, dân số của xã này là 746 người.